# Synagoga w Tomar

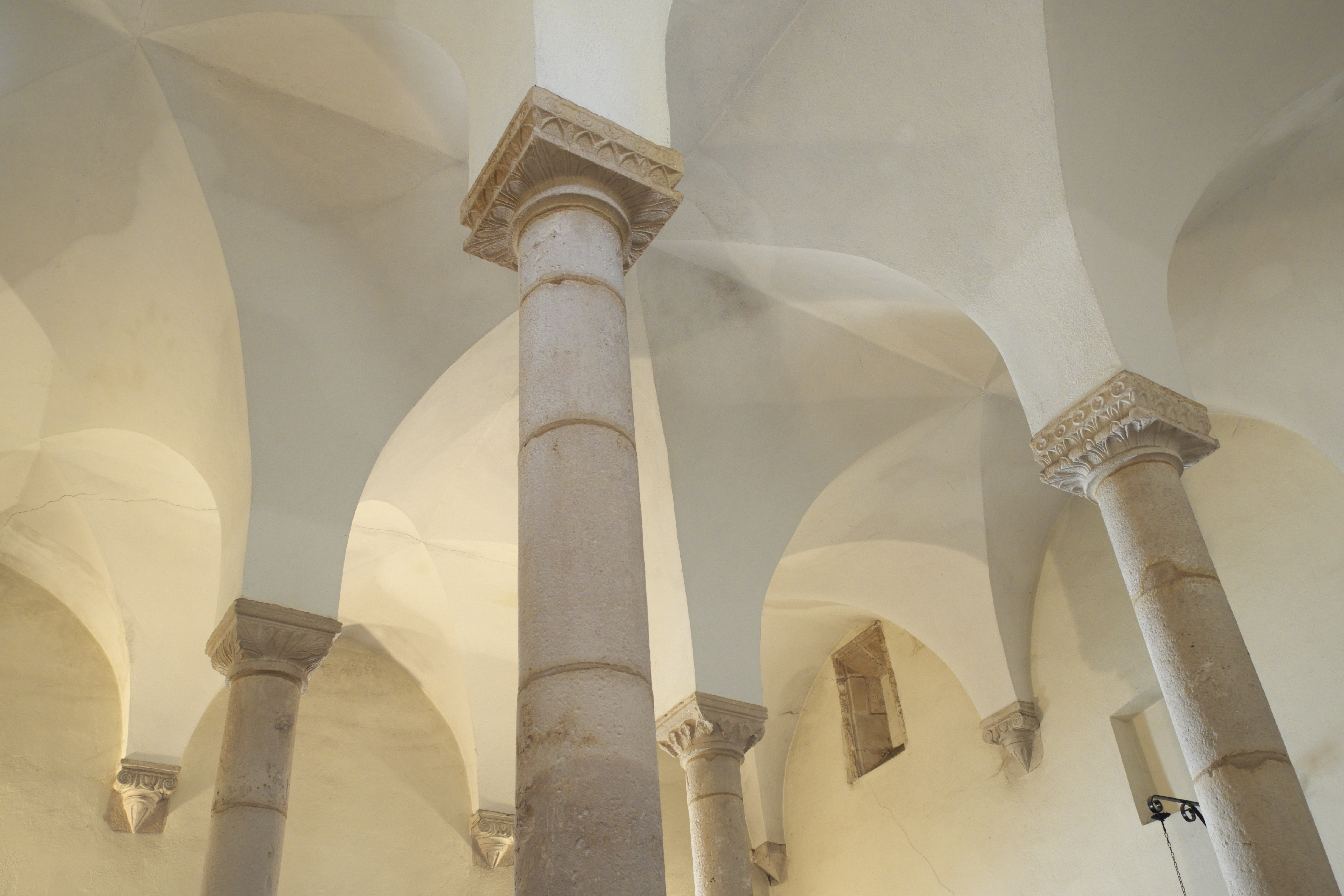
Wnętrze synagogi

Synagoga w Tomar – synagoga znajdująca się w obrębie Starego Miasta w Tomar, w Portugalii.
Synagoga została zbudowana w połowie XV wieku. Z zewnątrz nie odróżnia się od innych domów. Obecne główne wejście od północy nie istniało w średniowieczu. Wówczas prowadziło ono przez gotycki portal od strony wschodniej. Wewnątrz budowli znajduje się kwadratowa główna sala modlitewna z trzema krótkimi nawami bocznymi przykryta gotyckim sklepieniem dziewięciopolowym wspartym na czterech kolumnach, między którymi dawniej stała bima.
Po wypędzeniu Żydów z Portugalii w 1496 roku w dawnej synagodze mieściło się więzienie, kościół i w końcu magazyn. W latach 30. XX wieku budynek kupił polski uczony Samuel Schwarz, który go odrestaurował i podarował rządowi portugalskiemu pod warunkiem, że powstanie w nim muzeum.
W 1939 roku w synagodze powstało "Żydowskie Muzeum Abraão Zacuto", które w swoich zbiorach posiada m.in. kamienne macewy z całego kraju. Wśród eksponatów jest także kamień z synagogi w Lizbonie z 1308 roku zawierający hebrajską inskrypcję z pozdrowieniem.